# Zomerplezier
Zomerplezier (Zweeds: Sommarnöje) is een aquarel van de Zweedse kunstschilder Anders Zorn, geschilderd in 1886, 76 x 54 centimeter groot. Het toont zijn vrouw Emma die op een pier staat te wachten op een loods. In 2010 werd het schilderij voor bijna 2,9 miljoen euro geveild, een recordbedrag voor een schilderij van een Zweedse kunstschilder.

## Context
Na diverse studiereizen door Europa keerde Zorn in 1885 terug naar Zweden. Op 16 oktober huwde hij Emma Lamm (1860-1940), een jonge kunstminnende vrouw uit een vooraanstaande Stockholmse familie, die hij in 1881 had leren kennen. Na een lange huwelijksreis door Hongarije en Turkije vestigde het stel zich in 1886 nabij Zorns geboorteplaats Mora, Dalarnas län, waar ze een stuk land hadden gekocht. Ze bouwden er eigenhandig een karakteristiek Zweeds atelier op, Zorngården geheten, dat nu het Zornmuseum herbergt.
Zomerplezier is geschilderd in de vroege zomer van 1886 te Dalarö, nabij Stockholm, toen de jong gehuwden terugkeerden van hun huwelijksreis, nog voor hun uiteindelijke vertrek naar Mora. Zorn maakte eerste een kleinere versie van het schilderij.

## Afbeelding
Zomerplezier beeldt Emma Zorn af terwijl ze wacht op de loods Carl Gustav Dahlström, een bekende van de familie, die haar op komt halen om het water van de Dalarö-ström over te steken. De stijl van het werk werd sterk beïnvloed door het impressionisme, waarmee Zorn tijdens zijn studiereizen had kennis gemaakt, met name in Parijs. Herkenbaar is de aandacht voor sfeer en impressie, en de gerichtheid op het vangen van het voorbijgaande moment, als ware het een foto.
Typisch impressionistisch is ook de aandacht voor het weerkaatsende licht op het zacht golvende wateroppervlak. Zomerplezier ontleent een belangrijk deel van haar kracht aan de uitzonderlijke weergave van het heldere koel-diepe water, welhaast glinsterend, op basis van groenachtige grondtonen met nuances van geel en ultramarijn: een vaardigheid waarin alleen de beste impressionisten met Zorn konden wedijveren. Afwijkend in vergelijking met de Franse impressionisten is echter de sobere kleurstelling, welke preludeert op een eigen Scandinavische stijlvariant. De dag is bewolkt, enigszins grauw, maar de intensiteit van de lichtinval laat er niet door af.

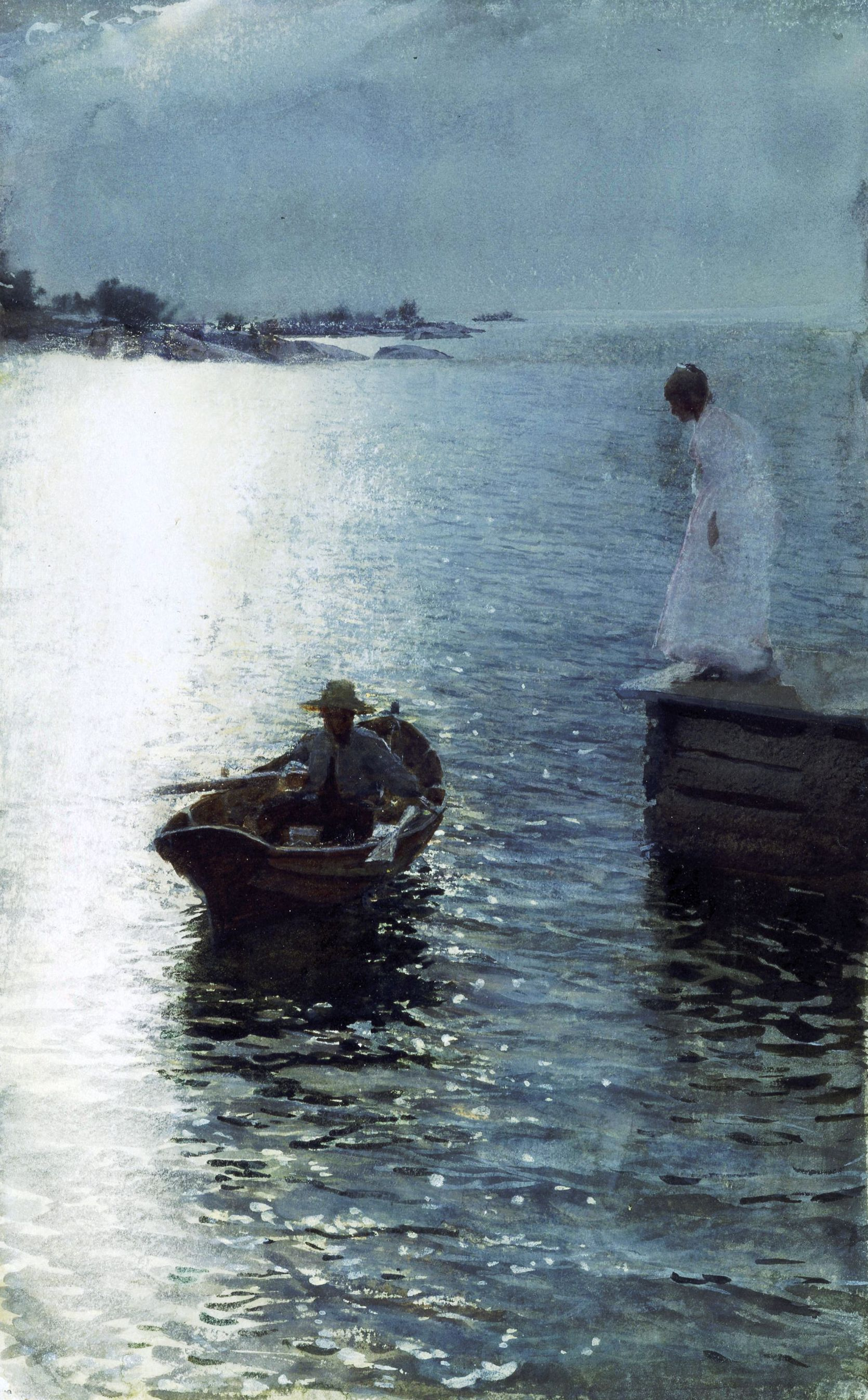
Eerste versie, 30,2 x18,8 cm.

'On-impressionistisch' is ook de uiterst realistische en gedetailleerde weergave van de figuren, alsook van de roeiboot en het hout aan de pier op de voorgrond. Veel aandacht heeft Zorn, als altijd in zijn werk, voor een delicate weergave van de huid van Emma, welke contrasteert met haar fijne witte jurk en de grijzige omgeving. Het stelt haar duidelijk, welhaast stralend in het middelpunt. Het landschap op de achtergrond is weer wat losser geschilderd.
De eerste indruk die Zomerplezier geeft is alsof het is geschilderd in olieverf. Dat het echter gemaakt is in waterverf onderstreept de bijzondere vaardigheid van Zorn als aquarellist.

## Recordprijs
Zomerplezier werd in 2010 bij Sotheby's geveild voor bijna 2,9 miljoen euro (26 miljoen Zweedse kronen). Behalve dat dit een uitzonderlijk hoog bedrag is voor een aquarel, geldt het bovendien nog steeds als een recordprijs voor een werk van Zweedse origine. Tot die tijd was August Strindbergs Underlandet (1892) het duurste Zweedse schilderij.
De huidige eigenaar van Zorns Zomerplezier is niet een nader bekend Zweed. De kleinere eerste versie van Zomerplezier bevindt zich in het Zornmuseum ('Zorngården') te Mora.